# Idioma Ho-Chunk
El idioma de Ho-Chunk, también conocido como Winnebago, es una idioma del pueblo Winnebago que se habla en los estados de  Wisconsin y Nebraska en los Estados Unidos. El idioma es un parte de las lenguas siux, y relaciona con otros dialectos Chiwere Siouan como los de Iowa, Misuri, y Otoe. 